# میلوش کروشچیچ
میلوش کروشچیچ (صربی: Miloš Kruščić؛ زادهٔ ۳ اکتبر ۱۹۷۶) بازیکن سابق و مربی فوتبال اهل صربستان است.
از باشگاه‌هایی که در آن بازی کرده‌است می‌توان به باشگاه فوتبال روستوف اشاره کرد.
وی همچنین در تیم ملی فوتبال صربستان و مونته‌نگرو بازی کرده‌است.